# Joanna Sosnowska (historyczka sztuki)
Joanna Maria Sosnowska (ur. 1953) – polska historyczka sztuki, profesor w Instytucie Sztuki Polskiej Akademii Nauk.
W 1991 uzyskała stopień doktora nauk humanistycznych, pracę napisała pod kierunkiem Wiesława Juszczaka. W 2004 nadano jej stopień doktora habilitowanego, tytuł profesora otrzymała w 2016. Jej zainteresowania badawcze obejmują współczesną sztukę polską oraz krytykę artystyczną. Członkini redakcji Rocznika Historii Sztuki.

## Odznaczenia
- 2015 – Srebrny Medal „Zasłużony Kulturze Gloria Artis”[3]

## Książki
- Malarz. Józef Chełmoński, IS PAN, Warszawa 2021
- Opałka. Indeks. Rozmowy z Romanem Opałką w Bazerac, Fundacja Propaganda, Warszawa 2013 (współautor Paweł Sosnowski)
- Ukryte w obrazach, IS PAN, Warszawa 2012
- Poza kanonem. Sztuka polskich artystek 1880–1939, IS PAN, Warszawa 2003
- Polacy na Biennale Sztuki w Wenecji 1895–1999, IS PAN, Warszawa 1999
- Materiały do dziejów Instytutu Propagandy Sztuki (1930–1939), IS PAN, Warszawa 1992